# Gene Hackman
Gene Hackman (n. 30 ianuarie 1930, San Bernardino, California, SUA – d. 18 februarie 2025, Santa Fe, New Mexico, SUA) a fost un actor american. A câștigat două premii Oscar, unul pentru cel mai bun actor în anul 1972 pentru rolul principal  Jimmy „Popeye” Doyle  interpretat în Filiera și unul pentru rol secundar pentru rolul  șerifului Little Bill în filmul Necruțătorul din 1992. Alte roluri și filme memorabile: Buck Barrow în Bonnie și Clyde, Mississippi în flăcări, Conversația, Juriul, Valul ucigaș, Firma, Sperietoarea și Lex Luthor în Superman.

### Copilăria
Gene Hackman s-a născut în San Bernardino California, ca fiul lui Lyda și  Eugene Ezra Hackman. . Are un frate, Richard. Tatăl lui era operator în tipografia unui ziar local Părinții lui au divorțat în 1943, iar tatăl lui a părăsit familia și Gene a crescut fără tată.
La vârsta de 16 ani a fugit de acasă și s-a înrolat în Marina SUA unde a servit patru ani și jumătate ca operator radio. Ca operator radio a avut ocazia să conducă și emisiuni radio, astfel a primit gustul pentru astfel de muncă.

### Cariera
S-a înscris la Școala de teatru Pasadena Playhouse, dar acolo nu i s-a prezis viitor strălucit. Se considera că prestația lui, și al prietenului său Dustin Hoffman sunt cele mai slabe. Cei doi nu s-au lăsat așa ușor, s-au mutat la New York și s-au înscris la școala de teatru a lui George Morrison.  Gene Hackman a devenit în curând starul Broadway-ului. Succesul internațional și nominalizarea pentru Premiul Oscar a venit cu filmul Bonnie și Clyde.
După acest succes a primit la rând rolurile principale,iar pentru Filiera Franceză a primit Premiul Oscar pentru cel mai bun actor în rol principal.

### Retragerea
Cele trei infarcturi suferite l-au determinat pe legendarul actor să se retragă, ceea ce a însemnat scrierea a trei cărți.
Actorul a rămas activ și după vârsta de 80 de ani. În 13 ianuarie 2012 în timp ce mergea cu bicicleta, a fost lovit cu mașina de o doamnă. A fost transportat cu elicopterul la spital, dar a scăpat doar cu contuzii.

## Filmografie
| An   | Titlu                                                               | Rol                                | Note |
| ---- | ------------------------------------------------------------------- | ---------------------------------- | --- |
| 1961 | (Mad Dog Coll)                                                      | polițist                           | |
| 1964 | (Lilith)                                                            | Norman                             | |
| 1966 | (Hawaii)                                                            | Dr. John Whipple                   | |
| 1967 | (Banning)                                                           | Tommy Del Gaddo                    | |
| 1967 | (Community Shelter Planning)                                        | Donald Ross - Ofițer               | |
| 1967 | Pariu cu moartea (A Covenant with Death)                            | Harmsworth                         | |
| 1967 | (First to Fight)                                                    | Sgt. Tweed                         | |
| 1967 | Bonnie & Clyde                                                      | Buck Barrow                        | Nominalizat pentru Premiul Oscar pentru cel mai bun actor în rol secundar |
| 1968 | Împărțeala (The Split)                                              | Detective Lt. Walter Brill         | |
| 1969 | (Riot)                                                              | Red Fraker                         | |
| 1969 | Jocul de-a moartea (The Gypsy Moths)                                | Joe Browdy                         | |
| 1969 | (Downhill Racer)                                                    | Eugene Claire                      | |
| 1969 | Naufragiați în spațiu (Marooned)                                    | Buzz Lloyd                         | |
| 1970 | N-am cântat niciodată pentru tatăl meu (I Never Sang for My Father) | Gene Garrison                      | Nominalizat pentru Premiul Oscar pentru cel mai bun actor în rol secundar |
| 1971 | (Doctors' Wives)                                                    | Dr. Dave Randolph                  | |
| 1971 | Împărțeala (The Hunting Party)                                      | Brandt Ruger                       | |
| 1971 | The French Connection                                               | NYPD Det. Jimmy "Popeye" Doyle     | Premiul Oscar pentru cel mai bun actor Premiul BAFTA pentru cel mai bun actor în rol principal Premiul Globul de Aur pentru cel mai bun actor (dramă) Premiul Criticilor de Film din Kansas City pentru cel mai bun actor Premiul Criticilor de Film din New York pentru cel mai bun actor |
| 1972 | (Prime Cut)                                                         | Mary Ann                           | |
| 1972 | {The Poseidon Adventure}                                            | Reverend Frank Scott               | Premiul BAFTA pentru cel mai bun actor |
| 1972 | (Cisco Pike)                                                        | Sergent Leo Holland                | |
| 1973 | Sperietoarea de ciori (Scarecrow)                                   | Max Millan                         | |
| 1974 | Conversația {The Conversation}                                      | Harry Caul                         | Premiul Colegiului Național American pentru cel mai bun actor Nominalizat—Premiul BAFTA pentru cel mai bun actor în rol principal Nominalizat—Premiul Globul de Aur pentru cel mai bun actor (dramă) Premiul Sant Jordi pentru cel mai bun actor străin                                    |
| 1974 | Tânărul Frankenstein (Young Frankenstein)                           | Orbul (Harold)                     | |
| 1974 | Mireasa lui Zandy (Zandy's Bride)                                   | Zandy Allan                        | |
| 1975 | Filiera Franceză II (French Connection II)                          | NYPD Det. Jimmy "Popeye" Doyle     | Nominalizat—Premiul BAFTA pentru cel mai bun actor în rol principal Nominalizat—Premiul Globul de Aur pentru cel mai bun actor (dramă) |
| 1975 | (Lucky Lady)                                                        | Kibby Womack                       | |
| 1975 | Pericol în noapte (Night Moves)                                     | Harry Moseby                       | Nominalizat—Premiul BAFTA pentru cel mai bun actor |
| 1975 | Cursa de 700 de mile (Bite the Bullet)                              | Sam Clayton                        | |
| 1977 | Principiul Dominoului (The Domino Principle)                        | Roy Tucker                         | |
| 1977 | Un pod prea îndepărtat (A Bridge Too Far)                           | Maj Gen. Stanisław Sosabowski      | |
| 1977 | Mergi sau mori (March or Die)                                       | maiorul William Sherman Foster     | |
| 1978 | (Superman)                                                          | Lex Luthor                         | Nominalizat—Premiul BAFTA pentru cel mai bun actor în rol secundar |
| 1980 | (Superman II)                                                       | Lex Luthor                         | |
| 1981 | Deschis toată noaptea (All Night Long)                              | George Dupler                      | |
| 1981 | Roșii (Reds)                                                        | Pete Van Wherry                    | |
| 1983 | În Prima Linie (Under Fire)                                         | Alex Grazier                       | Nominalizat—Premiul Globul de Aur pentru cel mai bun actor în rol secundar (film) |
| 1983 | (Two of a Kind)                                                     | Dumnezeu                           | rol voce (neconfirmat) |
| 1983 | (Uncommon Valor)                                                    | Col. Jason Rhodes, USMC (ret)      | |
| 1984 | Visuri de aur (Eureka)                                              | Jack McCann                        | |
| 1984 | (Misunderstood)                                                     | Ned Rawley                         | |
| 1985 | (Twice in a Lifetime)                                               | Harry MacKenzie                    | Nominalizat—Premiul Globul de Aur pentru cel mai bun actor (dramă) |
| 1985 | Ținta (Target)                                                      | Walter Lloyd/Duncan (Duke) Potter  | |
| 1986 | Profesionistul puterii (Power)                                      | Wilfred Buckley                    | |
| 1986 | Antrenorii (Hoosiers)                                               | Antrenorul Norman Dale             | |
| 1987 | Fără scăpare (No Way Out)                                           | Secretarul Apărării David Brice    | |
| 1987 | Superman IV : Lupta pentru pace (Superman IV: The Quest for Peace)  | Lex Luthor / vocea lui Nuclear Man | |
| 1988 | Batalionul 21 (Bat*21)                                              | Lt. Col. Iceal Hambleton, USAF     | |
| 1988 | Mississippi în Flăcări (Mississippi Burning)                        | FBI Special Agent Rupert Anderson  | Premiul Colegiului Național American pentru cel mai bun actor Ursul de Argint pentru cel mai bun actor la La Festivalul Internațional de Film - Ediția 39 Nominalizat—Premiul Oscar pentru cel mai bun actor Nominalizat—Premiul Globul de Aur pentru cel mai bun actor (dramă)            |
| 1988 | Cealaltă femeie (Another Woman)                                     | Larry Lewis                        | |
| 1988 | Lună plină la Blue Water (Full Moon in Blue Water)                  | Floyd                              | |
| 1988 | Decizii dureroase (Split Decisions)                                 | Dan McGuinn                        | |
| 1989 | Pachetul (The Package)                                              | Sergentul Johnny Gallagher         | |
| 1990 | Echipa trăsnită (Loose Cannons)                                     | MacArthur Stern                    | |
| 1990 | Salutări din Hollywood (Postcards from the Edge)                    | Lowell Kolchek                     | |
| 1990 | Pe muchie de cuțit (Narrow Margin)                                  | Robert Caulfield                   | |
| 1991 | Proces de conștiință (Class Action)                                 | Jedediah Tucker Ward               | |
| 1991 | Afacere dubioasă (Company Business)                                 | Sam Boyd                           | |
| 1992 | Necruțătorul (Unforgiven)                                           | Little Bill Daggett                | Premiul Oscar pentru cel mai bun actor în rol secundar BAFTA pentru cel mai bun actor în rol secundar Premiul Criticilor de Film din Kansas City pentru cel mai bun actor în rol secundar Premiul Criticilor de Film din Boston pentru cel mai bun actor în rol secundar etc.              |
| 1993 | The Firm                                                            | Avery Tolar                        | |
| 1993 | Geronimo: O legendă americană (Geronimo: An American Legend)        | Brig. Gen. George Crook            | |
| 1994 | Justițiarul Vestului Sălbatic (Wyatt Earp)                          | Nicholas Porter Earp               | |
| 1995 | Mai iute ca moartea (The Quick and the Dead)                        | John Herod                         | |
| 1995 | Valul ucigaș (Crimson Tide)                                         | Căpitan Frank Ramsey               | |
| 1995 | Un mafiot la Hollywood (Get Shorty)                                 | Harry Zimm                         | Nominalizat—Premiul Criticilor de Film din Chicago pentru cel mai bun actor în rol secundar |
| 1996 | Cabaret în familie {The Birdcage}                                   | Senator Kevin Keeley               | Nominalizat—Premiul Satellite Award pentru cel mai bun actor în rol secundar |
| 1996 | Soluții Extreme (Extreme Measures)                                  | Dr. Lawrence Myrick                | |
| 1996 | Camera Morții {The Chamber}                                         | Sam Cayhall                        | |
| 1997 | Puterea (Absolute Power)                                            | Președintele Allen Richmond        | |
| 1998 | Amurg (Twilight)                                                    | Jack Ames                          | |
| 1998 | Inamicul Statului (Enemy of the State)                              | Edward 'Brill' Lyle                | |
| 1998 | Furnicuțe Antz                                                      | General Mandible                   | doar voce |
| 1999 | {The Black and the White}                                           | Grant Ritchie                      | |
| 2000 | Suspect de crimă (Under Suspicion)                                  | Henry Hearst                       | Producător executiv |
| 2000 | Rezervele {The Replacements}                                        | Jimmy McGinty                      | |
| 2001 | Cum să cucerești bărbații (Heartbreakers)                           | William B. Tensy                   | |
| 2001 | Jaf armat (Heist)                                                   | Joe Moore                          | |
| 2001 | Mexicanul {The Mexican}                                             | Arnold Margolese (neconfirmat)     | |
| 2001 | O familie genială {The Royal Tenenbaums}                            | Royal Tenenbaum                    | Premiul Criticilor de Film din Chicago pentru cel mai bun actor în rol secundar Premiul Globul de Aur pentru cel mai bun actor (muzical/comedie) Premiul Satellite Award pentru cel mai bun actor în rol principal (muzical/comedie) etc.                                                  |
| 2001 | În spatele liniilor inamice (Behind Enemy Lines)                    | Amiral Leslie McMahon Reigart      | |
| 2003 | Juriul (Runaway Jury)                                               | Rankin Fitch                       | |
| 2004 | Bun venit în Mooseport (Welcome to Mooseport)                       | Monroe Cole                        | |
| 2006 | (Superman II: The Richard Donner Cut)                               | Lex Luthor                         | |